# District de Conthey
Le district de Conthey, dont Conthey est le chef-lieu, est un des treize districts du canton du Valais en Suisse.

## Histoire
Le 4 août 1815, après un régime transitoire de République indépendante qui succéda à « l'épisode » du département du Simplon, les représentants du Valais, Gaspard-Eugène Stockalper et Michel Dufour signent l'acte d'entrée du Valais dans la Suisse.
La Diète, pouvoir suprême, est constituée de quatre députés par dizain. Il n'est pas tenu compte du chiffre de la population. L'évêque de Sion dispose de quatre suffrages, comme un dizain. Le Valais compte six dizains dans le Bas et six dizains dans le Haut. Vu sa plus grande population, le Bas-Valais se sent prétérité. Pour qu'il accepte la constitution, on crée le district de Conthey. Nendaz est rattaché à ce nouveau district. Les députés sont nommés par le conseil de Dizain. Celui-ci est composé des présidents de communes et des députés choisis par les conseils municipaux.

## Liste des communes
Voici la liste des communes composant le district avec, pour chacune, sa population.
| Nom      | N° OFS | Population (décembre 2023) |
| -------- | ------ | -------------------------- |
| Ardon    | 6021   | +003 709,                  |
| Chamoson | 6022   | +004 291,                  |
| Conthey  | 6023   | +009 073,                  |
| Nendaz   | 6024   | +007 196,                  |
| Vétroz   | 6025   | +006 604,                  |
| Total    | Total  | +030 873,                  |

## Héraldique
| Blason | Blasonnement : « D'argent à deux lions affrontés de gueules tenant les deux une épée versée d’or. » |